# Wojskowy Uniwersytet Radioelektroniki
Wojskowy Uniwersytet Radioelektroniki (ros. Военный университет радиоэлектроники) – rosyjska uczelnia wojskowa, przygotowująca chorążych i oficerów – specjalistów w dziedzinie radioelektroniki dla rosyjskich sił zbrojnych.
Uniwersytet zlokalizowany jest w Czerepowcu.